# گم‌شده (فیلم ۱۹۹۹)
گم‌شده (انگلیسی: The Missing) یک فیلم سینمایی استرالیایی محصول سال ۱۹۹۹ که دربارهٔ یک کشیش ایتالیایی است که به استرالیا می‌رود.